# Base de dados de terminologia multilíngue das Nações Unidas
A Base de dados de terminologia multilíngüe das Nações Unidas (UNTERM) é uma base de dados de terminologia multilíngüe que oferece a nomenclatura e os termos especiais das Nações Unidas (ONU) nos seis idiomas oficiais: árabe, chinês, espanhol, francês, inglês e russo. Os principais usuários da base de dados são os funcionários da ONU, o chamado "pessoal de idiomas e de edição".
A base tem, oficialmente, como objetivo assegurar a tradução segura/consistente dos termos e as frases comuns utilizados dentro da Organização nos seis idiomas. A base de dados UNTERM é mantida pela equipe de terminologia da Seção de Terminologia e Referência da Divisão de documentação do Departamento da Assembléia Geral e de Gestão de Conferências (veja Secretariado das Nações Unidas). Uma instituição chamada "Dependência de Tecnologia e Gestão da Informação" proporcionam apoio técnico.
UNTERM corresponde a outras tentativas ne padronização linguística pelas organizações internacionais. Mencione-se, por exemplo, a experiência do Glossário de Termos para a Padronização de Nomes Geográficos da ONU ou o Glossário Multilingue do Fundo Monetário Internacional.